# Fotoscultura
La fotoscultura o foto-scultura è una tecnica inventata negli anni 1859 e 1860 da François Willème, pittore, fotografo e scultore francese. Essa permette la riproduzione fotografica degli oggetti in rilievo direttamente dalla natura. Essa fu ripresa fuori dalla Francia: praticata in Inghilterra da Antoine-François Claudet che la perfezionò, e negli Stati Uniti, ove nel 1866, Hutson e Kurtz fondarono a New York una società di fotoscultura.
La fotoscultura ha potenti nemici. In gennaio 1867, Paul de Saint-Victor indicò che la fotoscultura incontrava: … ben delle ostilità e delle resistenze nell'ambiente degli scultori. In febbraio dello stesso anno, lo scultore Auguste Clésinger, annunciando di essere stato nominato direttore artistico della fotoscultura, promise che questa avrebbe fatto perdere il lavoro a una quantità di confratelli indegni di pretendersi scultori. Come alla massa dei praticanti che lavoravano al servizio degli scultori, saranno efficacemente rimpiazzati dal pantografo perfezionato da François Willème.
Nel 1899, cercando di spiegare su La Science française  il motivo dell'abbandono della fotoscultura, L. P. Clerc scrisse che la fotoscultura:
 si è incagliata 
 e gli ha opposto una nuova tecnica, secondo lui più semplice e di più facile impiego, inventata dal fotografo Lernac e sviluppata da Nadar: la fotosteria.
Nel 1909 un articolo del giornale Le Temps parlando di una tecnica di fotoscultura proposta da M. Cardin, scultore a Nantes, presentò la fotoscultura come una perfetta novità che quest'ultimo avrebbe inventato.
La tecnica della fotoscultura, sconosciuta oggi al gran pubblico, così come il suo inventore, prefigura l'attuale Stampa 3D.

## Gli inizi della fotoscultura

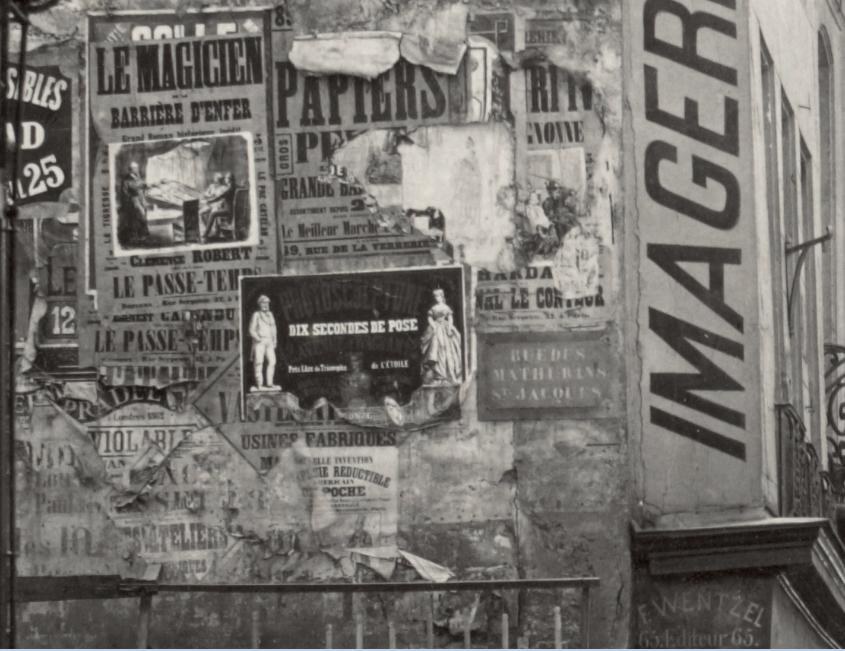
Questo stesso manifesto in situazione, rue des Mathurins Saint Jacques, dettaglio d'una fotografia di Charles Marville (verso il 1860), Parigi, BnF.

Un articolo siglato M. V. comparve su Le Monde illustré a dicembre 1866, racconta la scoperta della fotoscultura e gli inizi della Photosculture de France: La Fotoscultura
L'invenzione della fotoscultura è dovuta a quel grande creditore dell'umanità che si chiama "il caso". Un articolo di M. Xavier Aubryet, comparso sul Moniteur du soir, ci informa che uno scultore di talento, M. Willème, cercava un giorno di riprodurre sulla creta il profilo d'una prova fotografica: vi riuscì così bene, che di là a intuire che ogni profilo dà il rilievo successivo d'un corpo, non vi era che un passo, passo da gigante senza dubbio, ma ai tempi in cui siamo si superano facilmente gli abissi. Quando M. Willème, con lo slancio della sua idea, si trovò dall'altra parte, la fotoscultura era stata creata.
Produrre con la luce una statua imperitura al posto di un'immagine fuggitiva, quale miniera di successi! Ma i minatori intelligenti non sono dispensati dai pericoli della messa in opera; ogni impresa trova ai suoi inizi delle innumerevoli difficoltà e M. Willème stava forse per scomparire sotto la sua scoperta, quando una giovane e valida intelligenza, M. de Marnyhac, assecondato egli stesso da capitaux intelligenti, venne in soccorso della fotoscultura spossata dal solo fatto glorioso d'essere al mondo.
Fotoscultura, significa scultura con la luce, due idee che paiono di primo acchito inconciliabili. Niente di più conciliabile tuttavia, poiché è il sole che si è fatto scultore, così che voi ne sarete convinti dopo aver visitato sia lo stabilimento principale dell'avenue de Wagram, sia la succursale del boulevard des Capucines, e anche dopo aver letto gli articoli di Théophile Gautier, Paul de Saint-Victor, Xavier Aubryet, Henri de Parville ed Ernest Lacan, riuniti in un piccolo volume che è l'interessante come un romanzo.

## L'atelier di fotoscultura di François Willème
Situato al n. 42 di avenue de Wagram, vicino alla place de l’Étoile, l'edificio dell'atelier fu costruito specialmente per la fotoscultura nel 1863. Esso era provvisto di una cupola in vetro.

L'atelier de photosculpture de François Willème
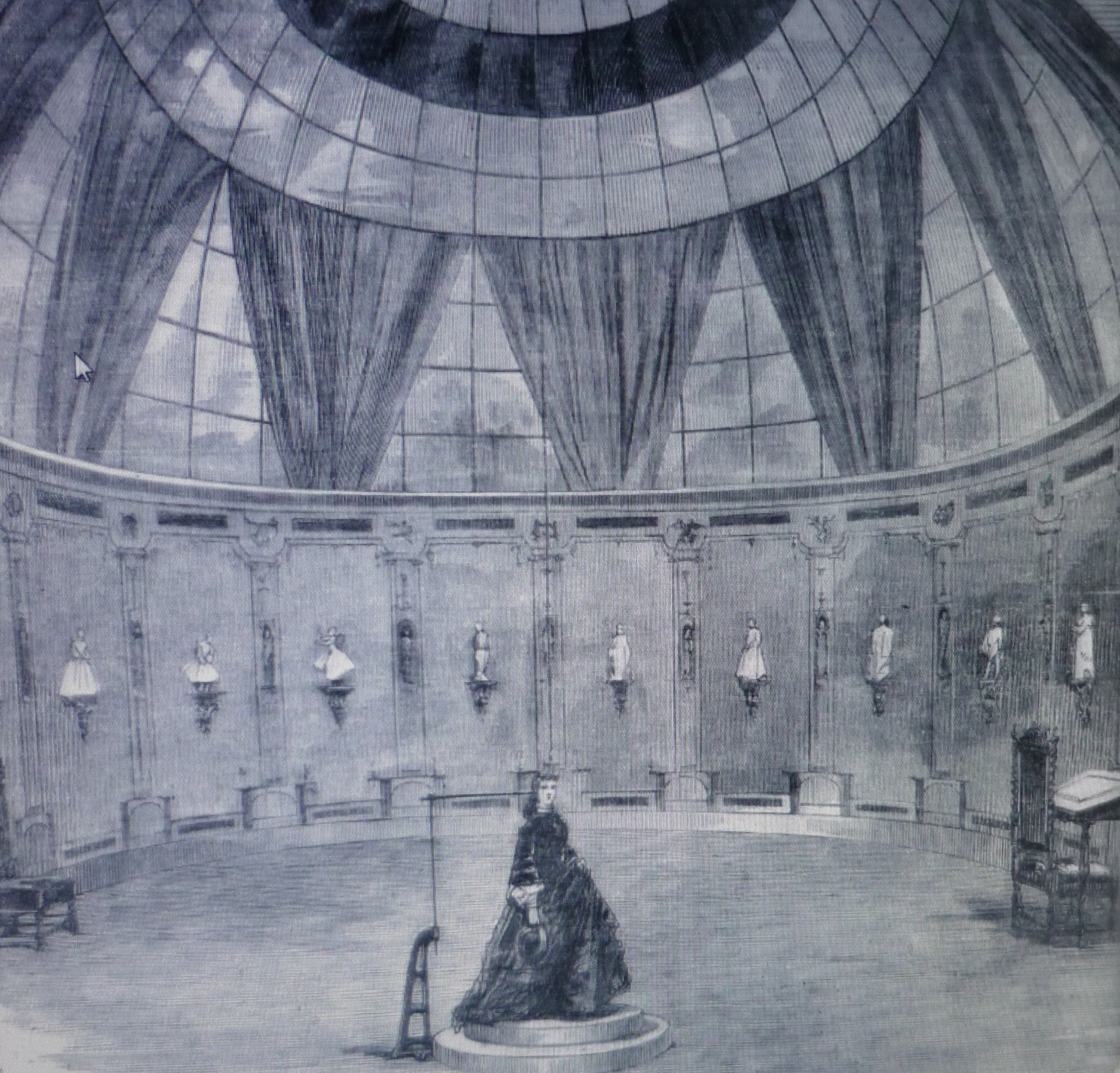
La rotonda di visualizzazioni per la fotoscultura.
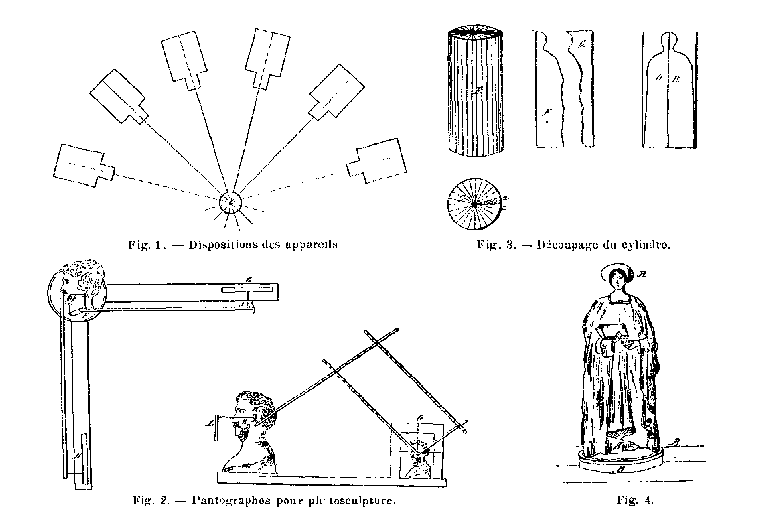
Schema esplicativo della tecnica della fotoscultura[7].
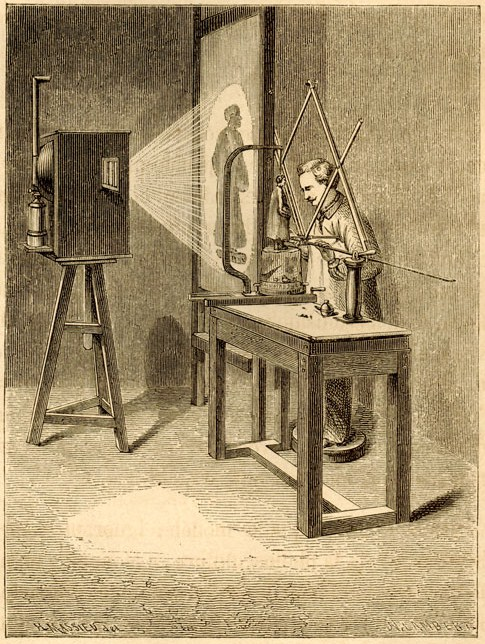
Realizzazione d'una statuetta in fotoscultura.
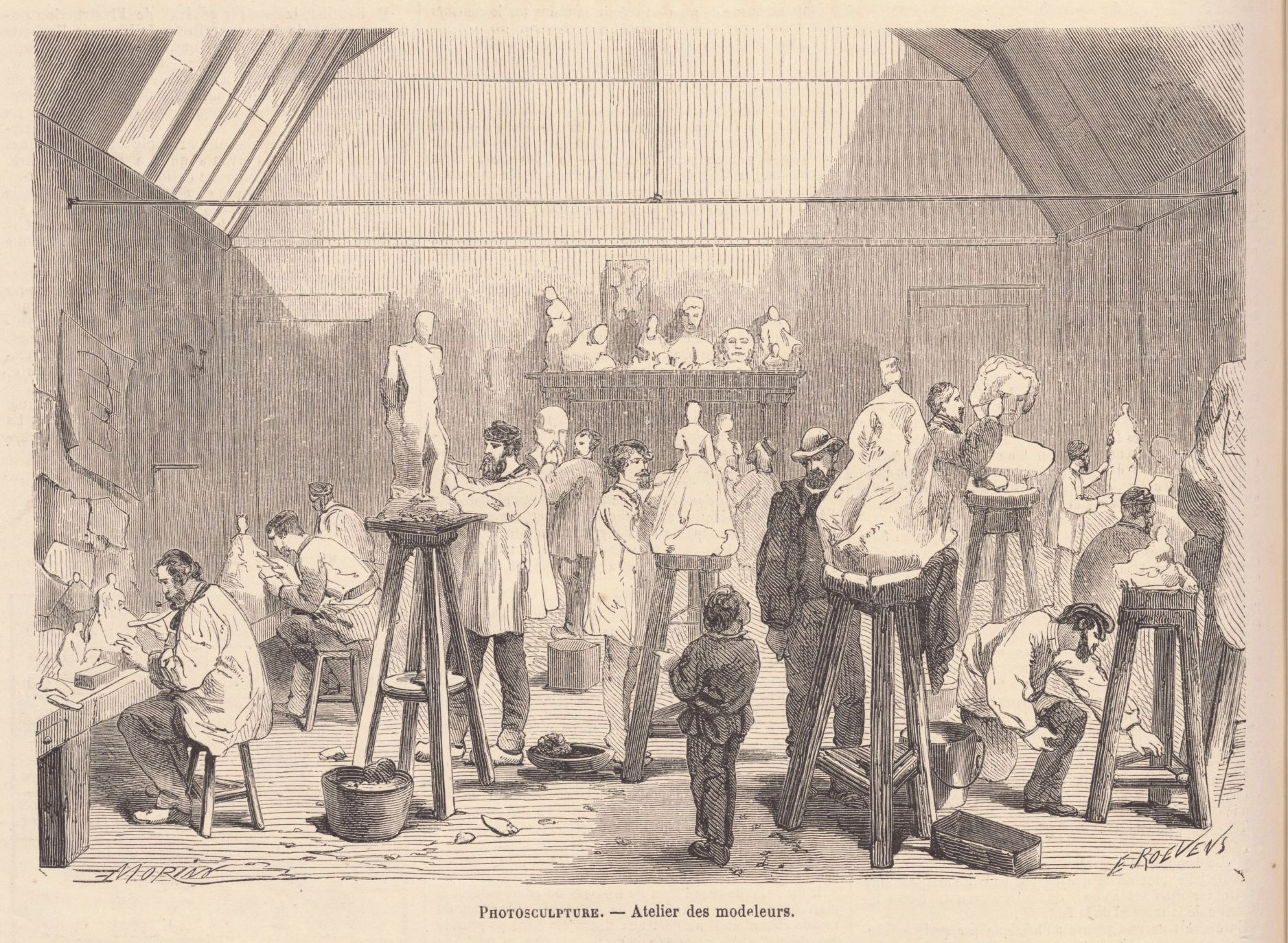
L'atelier dei modellatori[8].